# Marilyn Neufville
Marilyn Fay Neufville (ur. 16 listopada 1952 w Hectors River, w Portland na Jamajce) – brytyjska i jamajska lekkoatletka, sprinterka, w latach 1970–1974 rekordzistka świata w biegu na 400 metrów.
Urodziła się na Jamajce, ale w wieku 8 lat wyjechała do Wielkiej Brytanii i zamieszkała w Londynie. Tam zaczęła uprawiać lekką atletykę. Początkowo startowała w krótkich biegach sprinterskich, w których zdobywała mistrzostwa Wielkiej Brytanii w kategoriach juniorskich.
Później skoncentrowała się na biegu na 400 metrów. Zwyciężyła w tej konkurencji na halowych mistrzostwach Europy w 1970 w Wiedniu, wyprzedzając Christel Frese z RFN i Colette Besson z Francji. Ustanowiła wówczas najlepszy halowy wynik na świecie (oficjalnych halowych rekordów świata wówczas nie uznawano) 53,01 s, rekord ten został poprawiony dopiero w 1974 przez Nadieżdę Iljinę ze Związku Radzieckiego.
Przed Igrzyskami Brytyjskiej Wspólnoty Narodów 1970 w Edynburgu zdecydowała, że będzie na nich reprezentować nie Anglię, lecz Jamajkę. Zdobyła na tych igrzyskach złoty medal w biegu na 400 metrów i ustanowiła rekord świata rezultatem 51,0 s. Rekord ten został wyrównany w 1972 przez Monikę Zehrt z NRD w 1972, a poprawiony przez Irenę Szewińską w 1974. Na tych samych igrzyskach Neufville zajęła 5. miejsce w sztafecie 4 × 100 metrów.
Zwyciężyła w biegu na 400 metrów oraz zdobyła srebrny medal w sztafecie 4 × 400 metrów na mistrzostwach Ameryki Środkowej i Karaibów w 1971 w Kingston. Zdobyła złoty medal w biegu na 400 metrów i brązowy w sztafecie 4 × 400 metrów (w składzie: Beverly Franklin, Ruth Williams, Yvonne Saunders i Neufville) na igrzyskach panamerykańskich w 1971 w Cali. Sztafeta Jamajki ustanowiła wówczas rekord kraju czasem 3:34,1.
Późniejsza kariera Neufville była naznaczona przez kontuzje. Kontuzja uniemożliwiła jej występ na igrzyskach olimpijskich w 1972 w Monachium. Na Igrzyskach Brytyjskiej Wspólnoty Narodów 1974 w Christchurch zajęła 6. miejsce w biegu na 400 metrów. Wystąpiła w tej konkurencji na igrzyskach olimpijskich w 1976 w Montrealu, ale po zakwalifikowaniu się do ćwierćfinału nie wystartowała w nim wskutek kontuzji.
Była mistrzynią Wielkiej Brytanii (AAA) w biegu na 400 metrów w 1970 oraz wicemistrzynią w biegu na 200 metrów w 1969, a także halową mistrzynią w biegu na 400 metrów w 1970 i wicemistrzynią na tym dystansie w 1971.